# Schröder-Maler
Der Schröder-Maler war ein griechischer Vasenmaler, der Ende des 6. oder sehr früh im 5. Jahrhundert v. Chr. in Athen tätig war.

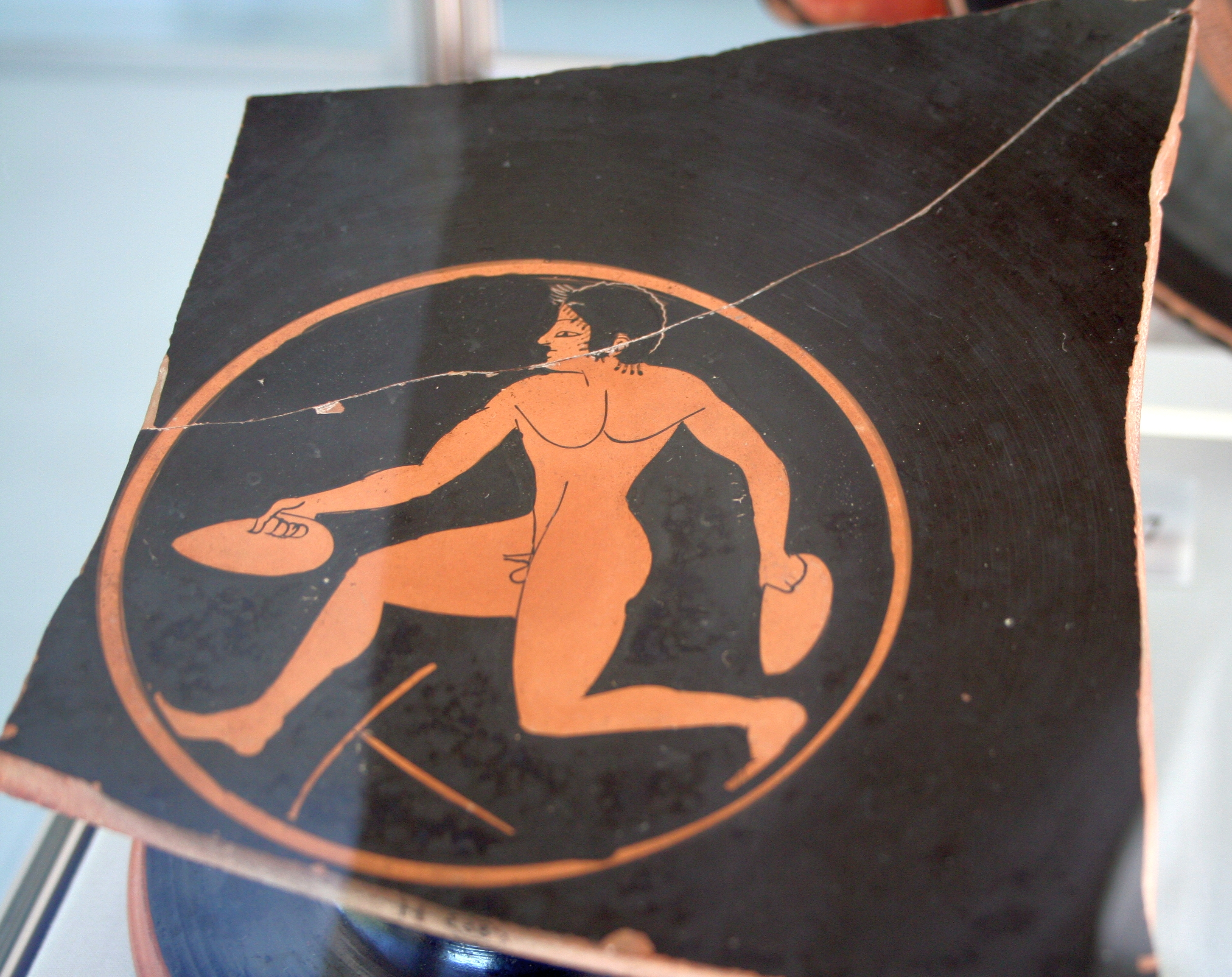
Schalenfragment des Schröder-Malers, Heidelberg, Antikensammlung der Universität

Der Schröder-Maler, der etwa zur selben Zeit wie die sogenannte „Pioniergruppe“ des rotfigurigen Stils aktiv war, gehörte zu den frühesten rotfigurigen Schalenmalern. Wie auch andere Schalenmaler dieser Zeit testete der Schröder-Maler die Möglichkeiten der neuen Technik aufgrund der vergleichsweise kleineren Arbeitsfläche – des Inneren sowie der beiden Außenseiten der Schalen – noch nicht in derselben Tiefe aus, wie es die Vertreter der Pioniergruppe auf größeren Vasen schon taten, dennoch trugen auch die Schalenmaler ihren Teil zum Erfolg des neuen Stils bei.
John D. Beazley hat die Handschrift des Vasenmalers innerhalb des zehntausende Stücke umfassenden Bestandes bekannter attisch-rotfiguriger Vasen und Fragmente erkannt und seine Werke zusammengestellt. Beazley hat dem Maler nur drei Werke zugeschrieben. Seinen Notnamen erhielt er nach einer Schale, die sich früher in der Bremer Privatsammlung Schröder befand und heute zum Bestand des Musée royal de Mariemont in Belgien gehört. Wie viele seiner zeitgleichen Kollegen verzierte er seine Schalen im Innenbild mit einer einzelnen Figur, die aus dem Bereich des Sports oder des Komos stammte. Den Stil beschreibt Wilhelm Kraiker für das Schalenfragment aus der Antikensammlung der Universität Heidelberg als flüchtig und nachlässig, aber nicht ungeschickt.
Werkliste
1. Augenschale; Musée royal de Mariemont, Morlanwelz, Inventarnummer 95.40; gefunden in Vulci, Motiv Außen A und B jeweils: junge nackte Weitspringer mit Sprunggewichten, Motiv Innen: nackter junger Diskuswerfer[1]
2. Schalenfragment; Antikensammlung der Universität, Heidelberg, Inventarnummer A1 (= 10); Motiv Innen: Weitspringer[2]
3. Schalenfragment; Herzog Anton Ulrich-Museum, Braunschweig, Inventarnummer A 1; Motiv Innen: nackter Komast mit Trinkhorn[3]